# Fujüská kyrgyzština
Fujüská kyrgyzština též mandžuská kyrgyzština (čínsky znaky 富裕柯尔克孜语) je téměř vymřelý turkický jazyk. Je to nejvýchodnější turkický jazyk. Navzdory svému názvu nemá žádnou spojitost s kyrgyzštinou (je blízký chakaštině). Patří do podskupiny sibiřských jazyků.
Fujüskou kyrgyzštinou se mluví v severovýchodní Číně (v provincii Chej-lung-ťiang v okrese Fu-jü a okolí, což je součást města Cicikar). Jazykem mluví asi 10 lidí (údaj je z roku 1982).  Každý mluvčí umí i jiným jazykem. Všichni mluvčí sami sebe identifikují jako Kyrgyzy.